# Royal Albert Hall

Logo der Royal Albert Hall

Royal Albert Hall, 2012

Stereoskopisches Foto des Inneren der Royal Albert Hall, 19. Jahrhundert

Die Royal Albert Hall of Arts and Sciences (Aussprache [ˈrɔɪəl ˌælbət ˈhɔ:l]) ist eine Veranstaltungshalle in London, England. Sie ist vor allem bekannt für die seit 1941 jährlich stattfindenden Proms, eine traditionelle Sommerkonzertreihe.

## Gebäude
Das am 29. März 1871 eröffnete Gebäude befindet sich in Kensington im Zentrum Londons und bildet den nutzbaren Teil der nationalen Gedenkstätte zu Ehren von Prinz Albert von Sachsen-Coburg und Gotha, dem Gemahl von Königin Victoria. Der zweite – dekorative – Teil des Denkmals ist das Albert Memorial, welches sich direkt nördlich der Halle in Kensington Gardens befindet.
Der Bau der Royal Albert Hall ist einem römischen Amphitheater nachempfunden und ein Zeugnis viktorianischer Architektur. Der Kuppelbau wurde auf Anregung des Prinzgemahls Albert in den 1850er Jahren von Gottfried Semper entworfen, zunächst aber wegen des hohen Aufwands nicht realisiert. Erst nach Alberts Tod wurde der Bau unter Federführung von Henry Cole von zwei Militärarchitekten errichtet, dem Ingenieurhauptmann Francis Fowke (1823–1865) und seinem Nachfolger Generalmajor Henry Scott, die sich dabei an Sempers Entwurf sowie ergänzenden Beiträgen anderer Architekten wie George Gilbert Scott orientierten. Auffällig sind die unzähligen (wahrscheinlich über 10.000) in Balustraden und Treppengeländer eingelassenen Initialen ‚A‘ (für ‚Albert‘). Das Haus kann ca. 8400 Besucher aufnehmen (5900 Sitzplätze, 2500 Stehplätze). 1276 Plätze gehören festen Besitzern; zu einem Drittel der Veranstaltungen werden sie jedoch an die Allgemeinheit verkauft. Um den riesigen Zuschauerraum zu füllen, fanden in der ersten Hälfte des 20. Jahrhunderts neben Konzerten auch Bodybuilding-Wettbewerbe und Boxkämpfe in der Halle statt, desgleichen der erste Indoor-Marathonlauf der Welt und ein Science-Fiction-Kongress.
2019 wurde die Royal Albert Hall von rund 1,72 Millionen Personen besucht. 2024 betrug die Besucherzahl etwa 1,75 Millionen Personen.

### Orgel
Die große Konzert-Orgel wurde 1871 von Henry Willis mit 111 Registern auf vier Manualen und Pedal erbaut und war damals die größte Orgel der Welt. Zwischen 1924 und 1933 wurde das Instrument in zwei Abschnitten von der Orgelbaufirma Harrison & Harrison (Durham) reorganisiert und auf 146 Register erweitert, einschließlich dreier Percussions-Register. Die Trakturen wurden elektropneumatisch angelegt. Von 2002 bis 2004 wurde die Orgel abgebaut, überholt und wiederum reorganisiert. Sie hat heute 147 Register (über 10.000 Pfeifen), verteilt auf sieben Einzelwerke, spielbar von einem Spieltisch mit vier Manualen und Pedal. 15 Register (hauptsächlich Pedalregister) sind Transmissionen und Extensionen.

## Betreiber
Betreiber der Konzerthalle ist der Royal Albert Hall Trust, eine Stiftung, die keine öffentlichen Zuwendungen erhält. Die Leitung hat einen Verwaltungsrat aus einem gewählten Präsidenten und 18 gewählten Mitgliedern, fünf davon werden durch das Kulturministerium (Department for Digital, Culture, Media and Sport) benannt. Diese Arbeit ist unentgeltlich; allerdings sind die gewählten Mitglieder Besitzer von Plätzen.

## Veranstaltungen

### Regelmäßige Veranstaltungen
In der Albert Hall finden verschiedene Arten von Großveranstaltungen statt: von Symphoniekonzerten über Pop-Konzerte bis hin zu Boxkämpfen. Besonders bekannt ist die sommerliche Konzertreihe der klassischen Promenadenkonzerte, die unter dem Namen Proms jährlich veranstaltet werden. Sie enden mit der Last Night of the Proms, die weltweit in Hörfunk und Fernsehen übertragen wird. Zudem findet dort jedes Jahr die traditionelle Abschlussfeier des renommierten Imperial College London sowie das Festival of Remembrance der Royal British Legion statt, das nahezu einem Staatsakt gleichkommt und von der gesamten königlichen Familie besucht wird.
Seit 1983 findet hier jährlich die Alternative Hair Show statt, eine Wohltätigkeitsveranstaltung zur Hilfe für Leukämie-Erkrankte, mit Auftritten von namhaften internationalen Friseur-Teams.

### Einzelveranstaltungen
Heinrich Gudehus sang 1884 in einer konzertanten Aufführung des Parsifal die Titelrolle, da eine Bühnenaufführung des Werks durch das Verbot von Bayreuth nicht zu realisieren war. Es war dies die erste Aufführung des Parsifal in England überhaupt.
Alfred Hitchcock drehte die Konzert-Szenen der beiden Filmversionen von Der Mann, der zuviel wusste aus den Jahren 1934 und 1956 in der Royal Albert Hall.
Eric Clapton verzeichnet mit über 200 Konzerten mit Abstand die meisten Auftritte in der Royal Albert Hall. Für sein 1991 erschienenes Album 24 Nights absolvierte er zwischen dem 5. Februar 1991 und 9. März 1991 24 Auftritte in der Royal Albert Hall.
Frank Zappas Mothers of Invention hatten 1967 einen Auftritt in der Royal Albert Hall, einen Ausschnitt davon gibt es auf dem Album Uncle Meat. Don Preston spielt Louie Louie auf The Mighty & Majestic Albert Hall Pipe Organ.
Pink Floyd spielten 1968 in der Royal Albert Hall. Damals feuerten sie während des Liedes A Saucerful of Secrets zwei Kanonen ab. Daraufhin bekamen sie lebenslang Hausverbot. Jedoch durfte David Gilmour (Leadsänger und Gitarrist der Gruppe) 2006 auf seiner On-an-Island-Tournee wieder in der Royal Albert Hall spielen.
Die Beatles benutzen die Größe der Royal Albert Hall in ihrem Lied A Day in the Life als Vergleich zu 4000 Löchern in Lancashire: Now they know how many holes it takes to fill the Albert Hall.
1968 fand in der Royal Albert Hall der 13. Eurovision Song Contest statt, der zum ersten Mal in Farbe ausgestrahlt wurde.
Cream gab am 26. November 1968 das legendäre letzte Konzert in der Londoner Royal Albert Hall.
Am 24. September 1969 wurde in der Royal Albert Hall das Concerto For Group And Orchestra von Jon Lord zusammen mit der Band Deep Purple und dem Royal Philharmonic Orchestra unter der Leitung von Sir Malcolm Arnold uraufgeführt. Nachdem die zwischenzeitlich verlorengegangene Partitur dieses Werkes maßgeblich von dem holländischen Komponisten Marco de Goeij rekonstruiert worden war, gelang 30 Jahre später, am 25. und 26. September 1999 die Wiederaufführung in der RAH, diesmal mit dem London Symphony Orchestra unter der Leitung von Paul Mann.
James Last hat 90 Konzerte in der Albert Hall gegeben.
Die Cream-Reunion nahm am 2. Mai 2005 mit insgesamt vier Konzerten ihren Anfang in der Royal Albert Hall.
Der erste Auftritt eines Musikers aus der Gemeinschaft Unabhängiger Staaten in der Royal Albert Hall war jener von Boris Grebenschtschikow mit seiner Band Aquarium am 21. Mai 2007. Von den 26 gespielten Liedern wurden manche nie veröffentlicht.
Am 5. April 2010 trat die schwedische Metalband Opeth in der Royal Albert Hall auf und veröffentlichte kurz darauf den Konzertmitschnitt auf DVD. Der DVD-Titel Opeth ‘in Live Concert at the Royal Albert Hall’ with the Loyal Disharmonic Orchestra Conducted by The Powers That Be ist eine klare Hommage an den Auftritt von Deep Purple von 1969.
Die deutsche Musikgruppe Kraftwerk spielte dort im Jahre 2017 an aufeinanderfolgenden Abenden bei drei ausverkauften Veranstaltungen.
Die Albert Hall wird ebenfalls im Song Shame von Robbie Williams und Gary Barlow erwähnt (… my tears could fill the Albert Hall …). Am 10. Oktober 2001 gab Williams sein Konzert Live at the Albert in der Royal Albert Hall.